# Grube Ameise
Die Grube Ameise war eine Eisenerzgrube im Siegener Stadtteil Eisern im Siegerländer Erzrevier. Die Grube, deren industrielle Zeit erst vergleichsweise spät einsetzte, lag am Nordhang im oberen Leimbachtal am Rande der Eiserner Gemarkung.

## Gangmittel
Die Grube baute auf zwei Erzgängen. Der Ameise Ostgang war bis zu 250 m lang; auf der Stollensohle waren es 220 m. In 45 m Teufe war das Mittel bis zu 7 m mächtig. Auf der 9. Sohle war der Gang sehr kurz, entwickelte sich tiefer aber wieder stärker, bis es auf der 16. Sohle in 990 m Teufe sehr durchsetzt war und damit unbauwürdig wurde. Der Ameise Nord-Süd-Gang war auf der 9. Sohle bis zu 250 m lang und zwischen 2 und 10 m mächtig. Tiefer war das Mittel unbauwürdig. Abgebaut wurden Spat- und Brauneisenstein.

## Geschichte

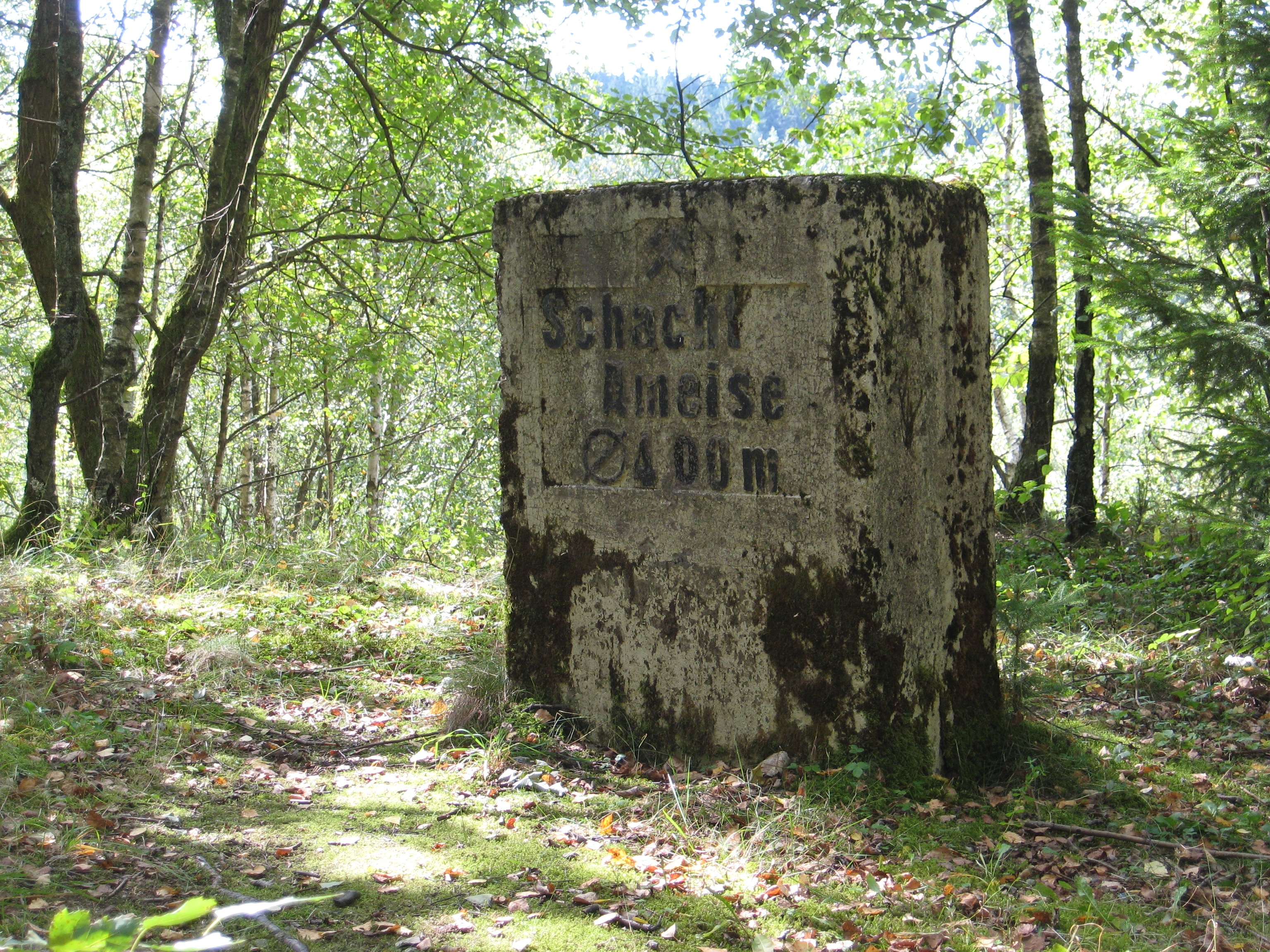
Schachtstein am Schacht II (885 m Teufe)

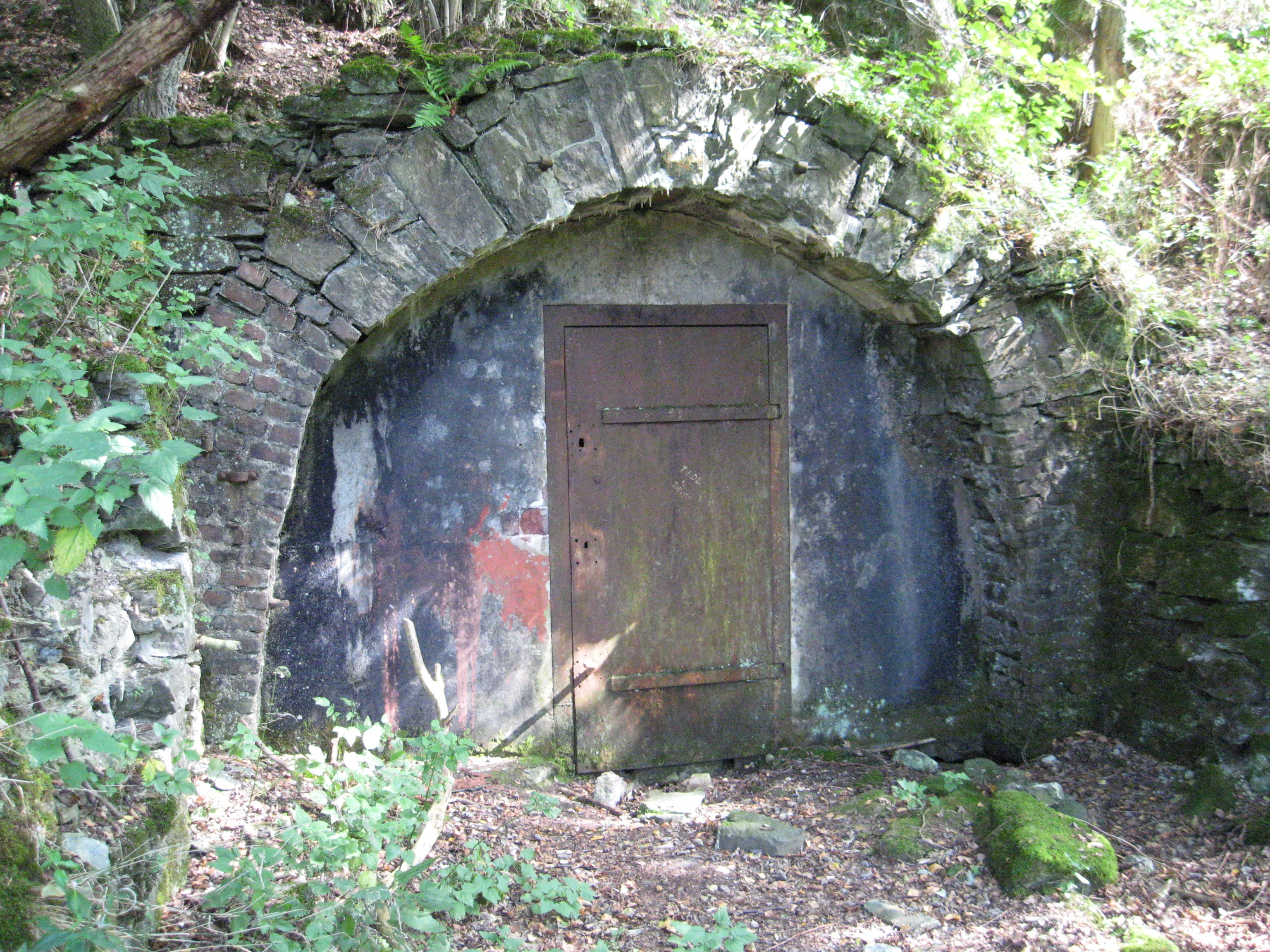
Eingang zum Theresien-Stollen 2009

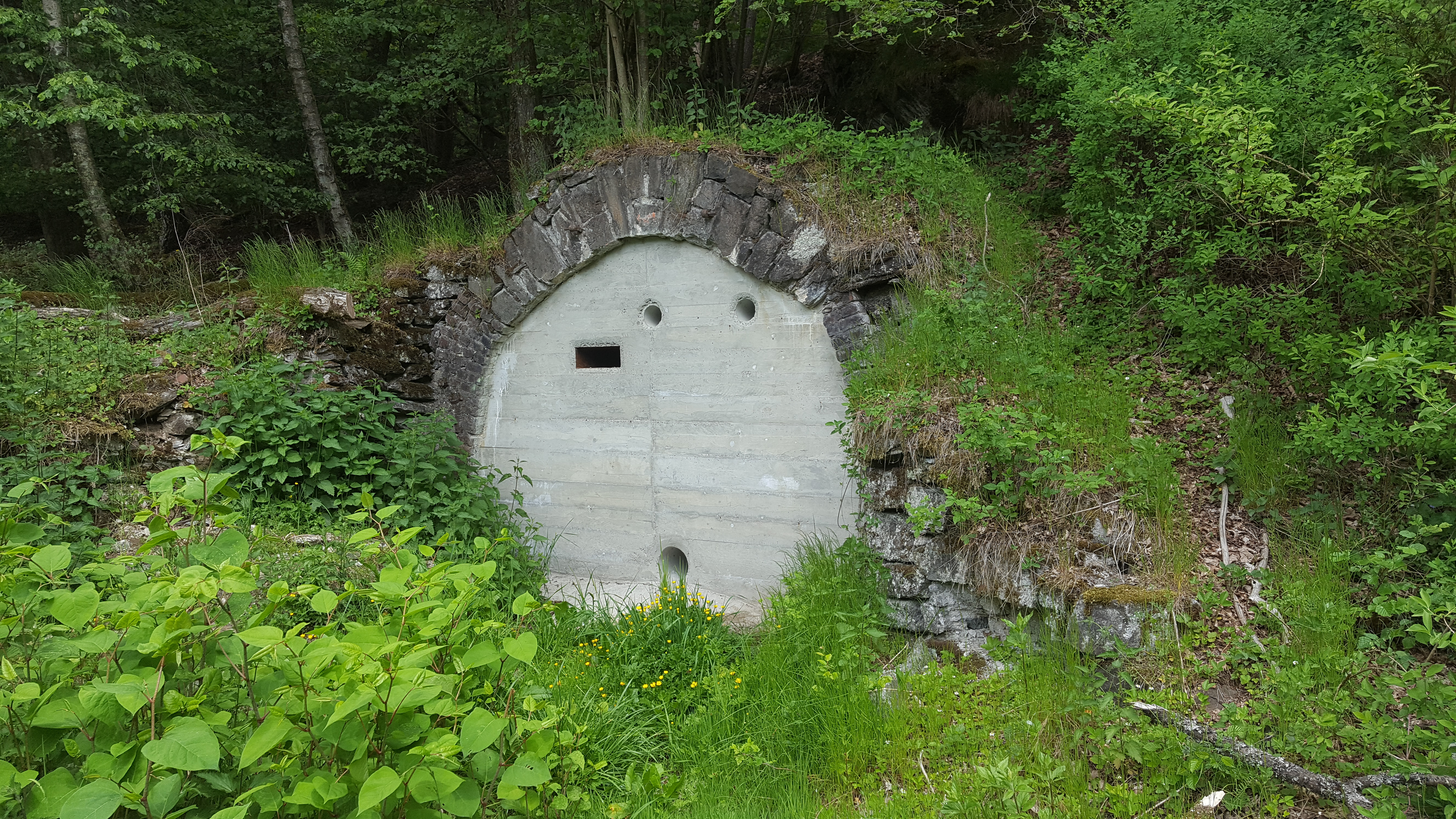
Eingang zum Theresien-Stollen 2017

1562 wurde eine Grube Ameise bereits erwähnt, der Abbau dürfte allerdings älter sein. Erst 1835 wurde diese erneut erwähnt, in diesem Jahr wurde neu gemutet. Abbau erfolgte Anfang des 19. Jh. bereits durch mehrere Tagesschächte und Stollen. Das erste Gesenk wurde 1858 angelegt. 1865 wurde ein Tiefer Stollen im Hitschelsbachtal angelegt, durch diesen das Gangmittel in 44 m Teufe angetroffen wurde. 1881 wurde der damals noch sehr unbedeutende Betrieb eingestellt. Erst 1905 wurde dieser wiederaufgenommen. Im oberen Leimbachtal wurde der Theresien-Stollen angehauen. 1908 wurde der erste Schacht angelegt. Dieser hatte eine Teufe von 445,3 m und wurde als Blindschacht angelegt. Er erreichte folgende Teufen:
| - 1909: 045 m - 1911: 190 m | - 1916: 350 m - 1921: 445 m |

Vor dem Stollen wurde 1909 eine Klein-Röstanlage errichtet, die 1910 und 1917 erweitert bzw. durch größere Anlagen ersetzt wurde. Außerdem legte man eine Grubenbahn bis zur Grube Unterste Martinshardt weiter unten im Tal an. Ebenfalls 1917 baute man eine Seilbahn, deren Hängeloren über das Leimbachtal und den Rosterberg in Richtung Eintracht führten. Im gleichen Jahr wurde der alte Schacht durch den Schacht II mit einer Teufe von 885,2 m bei einem Durchmesser von 4,2 m abgelöst. 1915 ging die Grube dann in den Besitz der Rheinischen Stahlwerke über, diese modernisierten die Grube. 1917 arbeiteten 353 Belegschaftsmitglieder in der Grube.
Für die Kriegstoten fand am 28. April 1926 auf der Grube die Enthüllung einer Gedenktafel statt.
1931 erfolgte die Betriebseinstellung, ein Jahr später erfolgte der Durchschlag zur Grube Eisernhardter Tiefbau, die etwa zwei Kilometer südwestlich der Grube lag. Der Verbund der beiden Gruben folgte 1933. Fünf Jahre später wurde ein weiterer Durchschlag fertiggestellt. Ebenfalls in den 1930er Jahren wurde auf der Grube das Nassbohren eingeführt, so dass die Arbeit unter Tage nicht mehr so staubig war. Über die Tagesanlagen der Grube Eisernhardter Tiefbau wurde ab 1938 gearbeitet. 1931 arbeiteten 280 Belegschaftsmitglieder in der Grube, bis 1940 wurden 1,362 Mio. t Eisenerz abgebaut. Am 4. September 1952 folgte der Durchschlag zur Grube Mocke. Ab 1953 gehörte der Grubenbesitz Ameise zur Erzbergbau Siegerland AG. Ein 100,03 m tiefer Blindschacht wurde ab 1954 angelegt und führte von der 14. oder 890-m-Sohle bis zur 16. Sohle auf eine Gesamtteufe von 990 m. Im November 1956 wurde die Förderung im Grubenfeld Ameise eingestellt und die Grube endgültig aufgegeben. Das Fördergerüst wurde 1958 abgebrochen. Die letzten Gebäude wurden Ende der 1980er abgerissen.
2009 wurden Pläne zur Grubenwassernutzung durch das nahe geplante Industriegebiet entworfen. Der gemessene Wasserzufluss 1953 betrug 625 l/min. Die Temperaturen waren in 290 m Teufe 12,2–13,3 °C und in 890 m Teufe 21,3 °C; genutzt werden könnten 30.000 m³ Wasser.
Der Zugang zum Theresienstollen wurde während der letzten Jahre mit einem Verschluss aus Beton und einem Durchlass für Fledermäuse versehen.

## Angeschlossene Gruben
Den größten Verbund ging die Grube mit der Verbundgrube Eisernhardter Tiefbau 1939 ein. Die anderen Gruben waren:
- Die Grube Adelheid in Eisern gehörte zur Grube Ameise. Dort wurde zwischen 1865 und 1881 Erz gefördert.
- Das Grubenfeld Ameise II lag direkt neben dem Grubenfeld Ameise und wurde 1877 auf Kupfer gemutet.
- Mocke in Siegen-Kaan-Marienborn wurde 1847 gemutet. Sie gehörte zu Ameise und später mit zu Eisernhardter Tiefbau und wurde erst am 31. Dezember 1957 stillgelegt.
- Neue Theresia in Siegen (Leimbach) ab 1905
- Die Grube Prinz Friedrich in Obersdorf kam nach ihrer Stilllegung im Jahr 1903 zur Ameise.